# 平岡八幡宮
平岡八幡宮（ひらおかはちまんぐう）は、京都市右京区梅ヶ畑にある神社。旧社格は村社。梅ヶ畑八幡宮（うめがはたはちまんぐう）とも呼ばれ梅ヶ畑一帯の産土社である。また、山城国最古の八幡宮でもある。

## 祭神
- 誉田別命（ほむたわけのみこと）

## 歴史
大同4年（809年）12月10日に神護寺の鎮守として空海が豊前国の宇佐八幡宮から勧請し、空海自らが描いた僧形八幡神像を御神体として創建されたとされている。応永14年（1407年）の焼失後しばらく荒廃していたが、足利義満の奥方が女官とともに高雄へ紅葉狩りに訪れた際に、荒れ果てた八幡宮の姿に心を痛めたことが社殿を再興するきっかけとなり、義満によって再建されたという伝承がある。
現在の本殿は文政9年（1826年）に造営されたものである。
明治時代になると村社に列せられている。
本殿前にあるブナ科のツブラジイは、京都市では最大径級のシイで、樹齢約600年以上である。

## 神事
- 歳旦祭 - 1月1日
- 左義長祭 - 1月15日
- 水無月大祓 - 6月30日
- 例祭 - 10月上旬日曜日

毎年10月の祭礼で京都市指定無形民俗文化財である『三役相撲』は地元の子供と大人が取り組み、神の加護を受けた子供が勝つという古くから伝わる神事である。

## 境内
- 本殿（京都市指定有形文化財） - 文政9年（1826年）に大工・上嵯峨の宗兵衛と室町の中川常右衛門藤原忠寛の手によって再建されたもので、京都市内に現存する数少ない切妻造の本殿の一つである。本殿天井には極彩色の花卉図が44面描かれており「花の天井」と呼ばれ、更に内法長押には熨斗に包まれた梅や椿が描かれるなど装飾性の強い空間になっており、これら彩色画を描いたのは綾戸鐘次郎藤原之信である。
- 拝所
- 拝殿
- 社務所
- 庭園「椿の小径」 - 約200種の椿が植えられている。
- 為朝の試し石 - 源為朝が矢で射抜いたといわれる石。
- 相撲場

## 摂末社
- 若宮社 - 摂社。
- 地主社 - 摂社。
- 武内社 - 摂社。
- 貴布弥社 - 末社

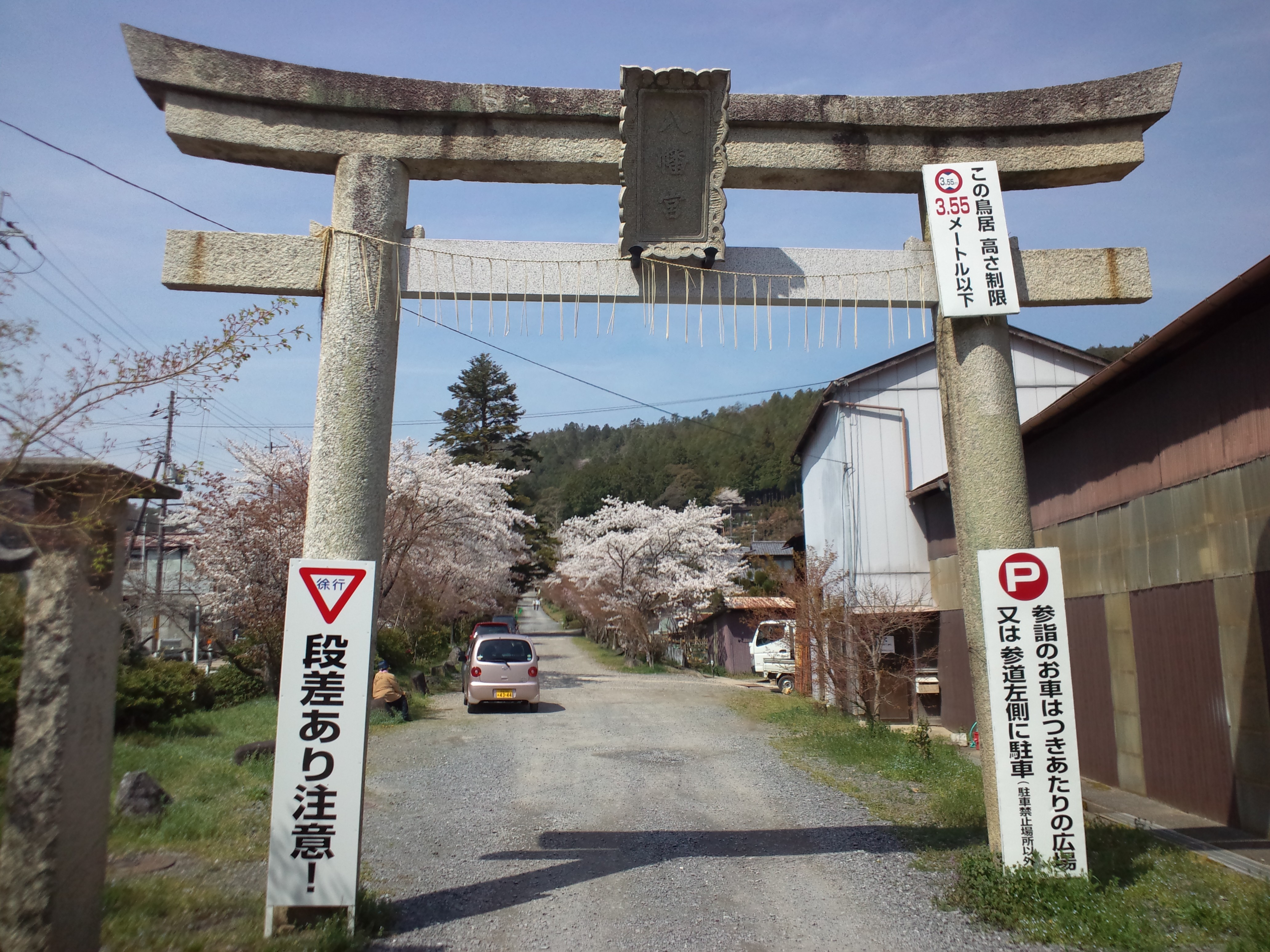
入口石鳥居
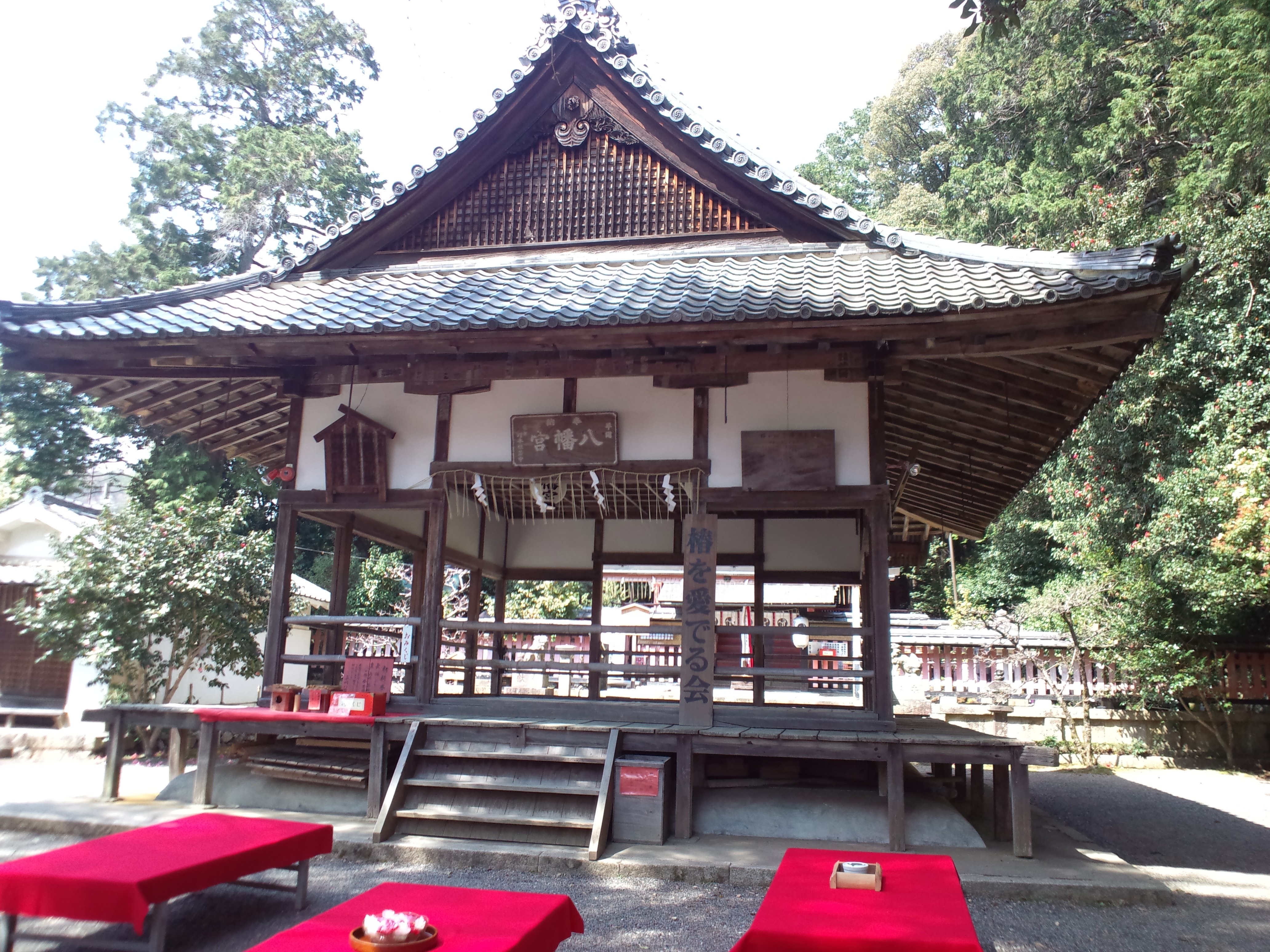
拝殿
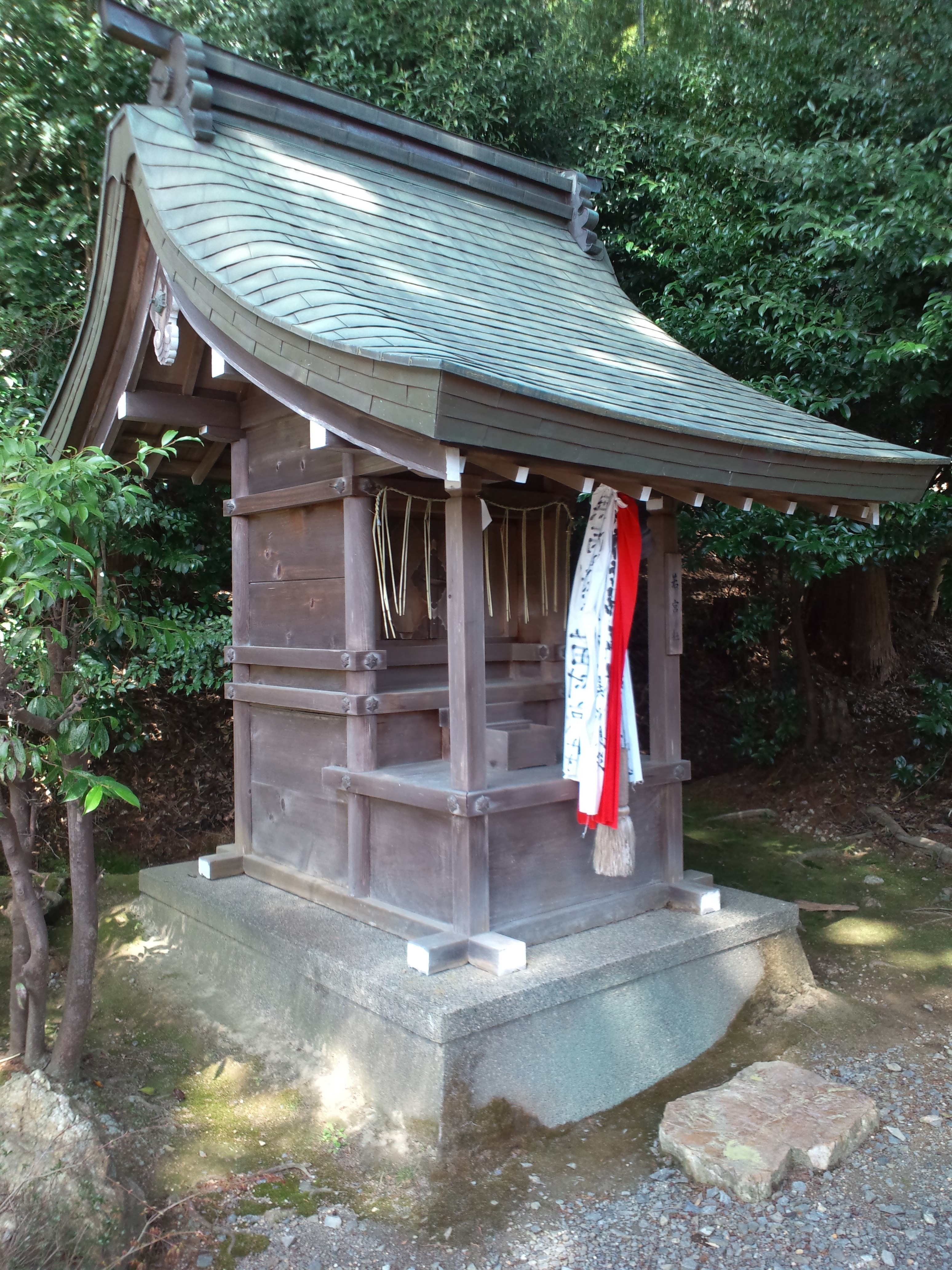
若宮社（摂社）
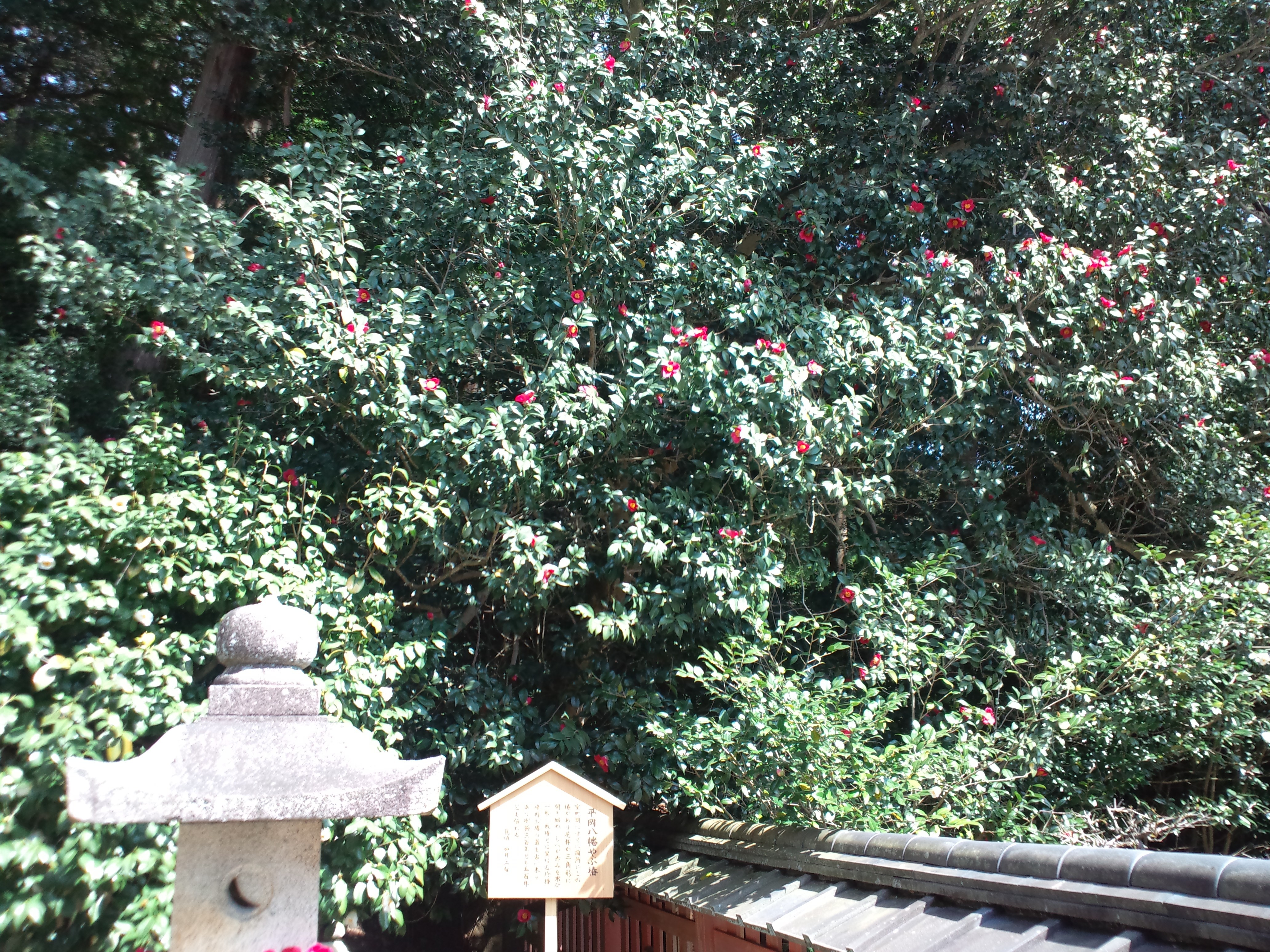
やぶ椿

## 文化財

### 京都市指定有形文化財
- 本殿 - 2000年（平成12年）指定。

### 京都市指定無形民俗文化財
- 平岡八幡宮の三役相撲

## 現地情報
所在地
- 京都府京都市右京区梅ヶ畑宮ノ口町23

交通アクセス
- 最寄バス停：JRバス、京都市営バス8号系統バス停「平岡八幡前」下車後、徒歩約3分